# Krankenversicherung in Deutschland
Die Krankenversicherung in Deutschland bezeichnet das zweigliedrige Krankenversicherungssystem von gesetzlicher und privater Krankenversicherung. GKV und PKV „sollen als jeweils eigene Säule für die ihnen zugewiesenen Personenkreise einen dauerhaften und ausreichenden Versicherungsschutz gegen das Risiko der Krankheit auch in sozialen Bedarfssituationen sicherstellen.“
Die im Fünften Buch Sozialgesetzbuch (SGB V) geregelte gesetzliche Krankenversicherung, deren Träger die Orts-, Betriebs- und Innungskrankenkassen, die Sozialversicherung für Landwirtschaft, Forsten und Gartenbau als landwirtschaftliche Krankenkasse, die Deutsche Rentenversicherung Knappschaft-Bahn-See und die Ersatzkassen sind, ist ein eigenständiger Zweig der Sozialversicherung (§ 4 Abs. 2, § 21 Abs. 2 SGB I). Mit dem GKV-Wettbewerbsstärkungsgesetz vom 26. März 2007 wurde eine allgemeine Versicherungspflicht in der Krankenversicherung eingeführt (§ 193 Abs. 3 VVG). Die private Krankenversicherung, die für Personen ohne Zugang zur GKV ganz oder teilweise den im gesetzlichen Sozialversicherungssystem vorgesehenen Kranken- oder Pflegeversicherungsschutz ersetzen kann, wird als substitutive Krankenversicherung bezeichnet (§ 146 Abs. 1 VAG). 
Während die Versicherten in der gesetzlichen Krankenversicherung die Leistungen in der Regel als Sach- und Dienstleistungen erhalten (§ 2 Abs. 2 SGB V), sind die privaten Versicherer gem. § 192 Abs. 1 VVG typischerweise verpflichtet, im vereinbarten Umfang die Aufwendungen für medizinisch notwendige Heilbehandlung wegen Krankheit oder Unfallfolgen und für sonstige vereinbarte Leistungen zu erstatten (Kostenerstattungsprinzip). 
Von den mehr als 83 Millionen Menschen in Deutschland waren 2020 rund 73 Millionen in 105 Kassen der gesetzlichen Krankenversicherung versichert. Das entspricht fast 90 %. Gut 10 % der Bevölkerung waren privat krankenversichert.

## Geschichte
Deutschland hat das weltweit älteste soziale Krankenversicherungssystem, dessen Gründung auf Otto von Bismarck zurückgeht. Das von ihm erlassene, vom Reichstag verabschiedete Krankenversicherungsgesetz (KVG) vom 15. Juni 1883 umfasste eine gesetzliche Verpflichtung zu einer Krankenversicherung für alle Arbeiter mit einem Jahreseinkommen von unter 2000 Reichsmark, eine Pensions- und Invalidenversicherung sowie eine Unfallversicherung, enthielt aber – im Gegensatz zum Krankenversicherungsgesetz vom 1. Januar 1914 – noch keine Zahnbehandlungen als kassenpflichtige Leistungen. Bismarck propagierte drei Schlüsselprinzipien in der Verantwortung der Regierung: Solidarität (Die Regierung ist verantwortlich für jene, die Hilfe brauchen), Subsidiarität (Minimum an administrativem Aufwand und politischem Einfluss) und Korporatismus (demokratisch gewählte Repräsentation auf Regierungsebene der am Gesundheitssystem Beteiligten). Bereits 1773 gründete man im schlesischen Breslau (damals Preußen) die erste deutsche Krankenkasse.
Die verpflichtende Krankenversicherung war ursprünglich auf Arbeiter der unteren Einkommensschicht und bestimmte Regierungsangestellte beschränkt, wurde im Laufe der Zeit allerdings ausgeweitet, um einen Großteil der Bevölkerung zu erfassen. Das System war dezentralisiert. Privat praktizierende Ärzte mit Ambulanzdiensten ergänzten die nicht profitorientierten Krankenhäuser für die stationären Aufenthalte. Die Finanzierung der Versicherungen erfolgte aus einer Mischung aus Beiträgen durch Arbeitgeber und Arbeitnehmer sowie durch Zuschüsse durch die Regierung. Da die Beiträge nach Einkommen gestaffelt waren, wählten Personen mit höherem Einkommen stattdessen den Weg der privaten Krankenversicherung, welche die Beiträge nach Gesundheitszustand und nicht nach Einkommen staffelte.
Da bestimmte Bevölkerungsgruppen wie Selbständige, Beamte und Geistliche sich nicht bei diesen Kassen versichern konnten, gründeten sie entsprechende Einrichtungen auf privatwirtschaftlicher Basis, die seit dem Reichsgesetz über die privaten Versicherungsunternehmungen von 1901 dem Kaiserlichen Aufsichtsamt für Privatversicherung unterstanden und das duale System aus gesetzlicher und privater Krankenversicherung begründeten.

## Krankenversicherungspflicht
In Deutschland besteht eine allgemeine Krankenversicherungspflicht. Jede Person mit Wohnsitz in Deutschland muss bei einem in Deutschland zugelassenen Krankenversicherer gegen Krankheitskosten versichert sein. Diese Regelung ist in zwei Phasen eingeführt worden: zunächst die Auffangversicherungspflicht in der gesetzlichen Krankenversicherung im Jahr 2007 und später die allgemeine Krankenversicherungspflicht im Jahr 2009.

### Auffangversicherungspflicht in der gesetzlichen Krankenversicherung (ab 1. April 2007)
Zum 1. April 2007 wurde in der gesetzlichen Krankenversicherung eine Versicherungspflicht für Personen eingeführt, die:
- die keinen anderweitigen Anspruch auf Absicherung im Krankheitsfall haben (wie Beihilfe, Heilfürsorge, Private Krankenversicherung)
- zuletzt gesetzlich krankenversichert oder bisher nicht gesetzlich oder privat krankenversichert waren (§ 5 Absatz 1 Nr. 13 SGB V)

Von dieser Versicherungspflicht ausgenommen sind:
- Hauptberuflich selbständig Erwerbstätige (§ 5 Absatz 5 SGB V)
- Personen, die aus anderen Gründen gemäß § 6 Absätze 1 und 2 SGB V versicherungsfrei sind
- Personen, die bei Ausübung ihrer beruflichen Tätigkeit im Inland zu diesen nicht versicherungspflichtigen Personengruppen gehört hätten

### Allgemeine Krankenversicherungspflicht (seit 1. Januar 2009)
Seit dem 1. Januar 2009 gilt gemäß § 193 Abs. 3 Satz 1 VVG die Allgemeine Krankenversicherungspflicht für alle Personen mit Wohnsitz in Deutschland. Jede bzw. jeder muss bei einem in Deutschland zugelassenen Krankenversicherer gegen Krankheitskosten versichert sein. 
Von dieser Versicherungspflicht ausgenommen hiervon sind nach § 193 Abs. 3 Satz 2 VVG nur:
- Personen, die in der gesetzlichen Krankenversicherung versichert oder versicherungspflichtig sind
- Personen mit Anspruch auf Heilfürsorge, Beihilfe oder vergleichbare Ansprüche
- Personen mit Anspruch auf Leistungen nach dem Asylbewerberleistungsgesetz
- Empfänger laufender Leistungen nach dem Dritten, Vierten und Siebten Kapitel des Zwölften Buches Sozialgesetzbuch und nach Teil 2 des Neunten Buches Sozialgesetzbuch, wenn der Leistungsbezug vor dem 1. Januar 2009 begonnen hat

#### Aufnahmeverpflichtungen der Versicherer
Krankenversicherungspflicht geht mit entsprechenden Aufnahmeverpflichtungen der Versicherer einher:
- Für private Krankenversicherungsunternehmen besteht für nicht gesetzlich versicherte Personen eine Aufnahmeverpflichtung im Basistarif.
- Für die gesetzlichen Krankenkassen besteht eine Aufnahmeverpflichtung für alle der gesetzlichen Krankenversicherung zugeordneten Personen

## Zuordnung zur gesetzlichen oder privaten Krankenversicherung
Die Zuordnung zur gesetzlichen Krankenversicherung oder privaten Krankenversicherung wird hauptsächlich durch das Einkommen und den beruflichen Status bestimmt:
- Die Versicherungspflichtgrenze (Jahresarbeitsentgeltgrenze) für 2025 liegt bei 73.800 Euro Bruttojahreseinkommen (6.150 Euro monatlich).[11]
- Arbeitnehmer mit einem Einkommen unter dieser Grenze sind in der gesetzlichen Krankenversicherung pflichtversichert (§ 5 Abs. 1 Nr. 1 SGB V).
- Bei Überschreiten der Grenze werden Arbeitnehmer versicherungsfrei (§ 6 Abs. 1 Nr. 1 SGB V) und können zwischen gesetzlichen und privaten Krankenversicherung wählen.
- Beamte, Selbstständige und Freiberufler sind grundsätzlich versicherungsfrei und können unabhängig vom Einkommen zwischen gesetzlichen und privaten Krankenversicherung wählen (§ 5 Abs. 5 SGB V)

Für Personen, die Ende 2002 bereits privat versichert waren, gilt 2025 eine niedrigere Versicherungspflichtgrenze von 66.150 Euro (§ 6 Abs. 7 SGB V).

## Personen ohne Krankenversicherung
Im Jahr 2003 waren laut Statistischem Bundesamt 188.000 Bundesbürger (nicht versicherte Selbstständige nicht erfasst) ohne jede Krankenversicherung. Damit hatte sich die Zahl seit 1995 verdoppelt. Für das Jahr 2005 wurde mit einer Steigerung auf 300.000 unversicherte Einwohner gerechnet. Für 2007 wurde die Zahl auf 400.000 geschätzt. Als ein Grund dafür wird oftmals wirtschaftlicher Druck, also ein Verzicht auf Krankenversicherung als Sparmaßnahme, angegeben. Bis zum 31. Dezember 2008 gab es die Gruppe der gut verdienenden, absichtlich Nichtversicherten. Sie waren versicherungsfrei und trugen ihr Krankheitsrisiko selbst und sparten die Kosten für Verwaltung und Umverteilungskomponenten einer Krankenversicherung.
Mit der Einführung der ausnahmslosen Versicherungspflicht ging die Zahl der Nichtkrankenversicherten zurück.
Seit dem 1. April 2007 sind alle ehemals gesetzlich Versicherten dazu verpflichtet, sich wieder krankenversichern zu lassen. Seit 2009 gilt das auch für ehemalige Privatversicherte.
In der Zeit ohne Krankenversicherungsschutz laufen Beitragsschulden auf, die zumindest teilweise nachgezahlt werden müssen ohne nachträglich für diese Zeit Leistungen zu erhalten. Die Nachzahlung berechnet sich ab dem Tag, an dem eigentlich Versicherungspflicht bestanden hätte. Für Personen, die sich gesetzlich versichern müssen, also maximal rückwirkend zum 1. April 2007, für Rückkehrer in die private Krankenversicherung zum 1. Januar 2009.
Gemäß § 174 Abs. 5 SGB V müssen ehemalige gesetzlich Versicherte zu der Krankenkasse zurück, bei der sie zuletzt Mitglied waren. Dort muss der ehemalige Versicherte unabhängig von seinem Gesundheitszustand wieder aufgenommen werden.
Jeder private Krankenversicherer ist verpflichtet, Menschen ohne Versicherungsschutz in den sogenannten Basistarif aufzunehmen. Dessen Leistungen entsprechen in etwa dem jeweiligen aktuellen Umfang der gesetzlichen Krankenkasse. Versicherer können zwar nach der Gesundheit des Antragstellers fragen, dürfen aber keine Preisaufschläge verlangen oder ablehnen. Nur Personen mit guter Gesundheit haben die Möglichkeit alternativ in einen regulären offenen Tarif einer privaten Krankenkasse einzutreten.
Der Beitrag für den Basistarif ist gedeckelt auf den gesetzlichen Höchstbeitrag in der GKV plus den durchschnittlichen Zusatzbeitrag (§ 193 Abs. 5 VVG). Hilfsbedürftige im Sinne des Sozialgesetzbuchs bezahlen nur die Hälfte des Beitrages. Es kann ggf. zusätzlich noch einen Zuschuss vom Jobcenter oder dem zuständigen Sozialamt bezahlt werden.
Im Jahr 2011 waren laut Statistischem Bundesamt nur noch 137.000 Personen in Deutschland nicht krankenversichert und hatten auch sonst keinen Anspruch auf Krankenversorgung. Dies entsprach einem Anteil von weniger als 0,2 % an der Gesamtbevölkerung. Für das Jahr 2019 gab das Statistische Bundesamt die Zahl mit 61.000 an, somit weniger als 0,1 % der Bevölkerung. Die verbleibenden Nichtversicherten machen sich zwar nicht strafbar, kommen jedoch in eine Schuldenfalle, indem sie sämtliche seit Bestehen der Versicherungspflicht ausstehenden Beiträge nach- und zusätzlich einen Säumniszuschlag von 60 Prozent obendrauf zahlen müssen.

## Krankenversicherung bei Hilfebedürftigkeit
Personen, die Bürgergeld oder Sozialhilfe beziehen, sind grundsätzlich in der gesetzlichen Krankenversicherung versicherungspflichtig (§ 5 Abs. 1 Nr. 2a, Nr. 13 SGB V). Dies gilt jedoch seit dem 1. Januar 2009 nicht mehr für Personen, die vor dem Bezug von Bürgergeld zuletzt privat krankenversichert waren, insbesondere Personen, die hauptberuflich selbständig erwerbstätig waren (§ 5 Abs. 5a, Abs. 5 SGB V). Diese Personen sind auf den Basistarif angewiesen.
Asylsuchende erhalten entweder einen Behandlungsschein zur Inanspruchnahme ärztlicher Versorgung oder eine elektronische Gesundheitskarte. Die Leistungen werden aus Steuermitteln, nicht aus Versicherungsbeiträgen bezahlt (§ 264 SGB V) und erfolgen außerhalb des Praxisbudgets. Kostenträger sind die für die Leistungen nach dem Asylbewerberleistungsgesetz zuständigen Stellen. Diese richten sich nach landesspezifischen Ausführungsgesetzen.

## Steuerliche Behandlung der Beiträge
Beiträge zu Krankenversicherungen sind, soweit diese zur Erlangung eines durch das Zwölfte Buch Sozialgesetzbuch bestimmten sozialhilfegleichen Versorgungsniveaus erforderlich sind, in vollem Umfang als Sonderausgabe abzugsfähig. Für Beiträge zur gesetzlichen Krankenversicherung sind dies die nach dem Dritten Titel des Ersten Abschnitts des Achten Kapitels des Fünften Buches Sozialgesetzbuch oder die nach dem Sechsten Abschnitt des Zweiten Gesetzes über die Krankenversicherung der Landwirte festgesetzten Beiträge. Wenn sich aus Krankenversicherungsbeiträgen ein Anspruch auf Krankengeld oder ein Anspruch auf eine Leistung, die anstelle von Krankengeld gewährt wird, ergeben kann, ist der jeweilige Beitrag um 4 Prozent zu vermindern. Bei einer privaten Krankenversicherung sind diejenigen Beitragsanteile als Sonderausgabe abzugsfähig, die auf solche Vertragsleistungen entfallen, die, mit Ausnahme der auf das Krankengeld entfallenden Beitragsanteile, in Art, Umfang und Höhe mit denjenigen Leistungen nach dem Dritten Kapitel des Fünften Buches Sozialgesetzbuch vergleichbar sind, auf die ein Anspruch besteht. Beiträge für Zusatzleistungen (beispielsweise Ein- oder Zweibettzimmer im Krankenhaus) sind steuerlich nicht abzugsfähig.

## Kritik
Um den gesetzlichen Kranken- und Pflegeversicherungsbeitrag stabil zu halten, wird der Gesundheitsfonds staatlich bezuschusst, welcher jährlich ansteigt und 2019 bei 14,5 Milliarden Euro, 2020 bei 18 Milliarden Euro lag, 2021 bei 19,5 Milliarden Euro liegt und im Jahr 2022 auf 21,5 Milliarden Euro ansteigen wird. Der Verband der Privaten Krankenversicherung, welche keinerlei staatliche Zuschüsse erhalten, kritisiert die Zuschüsse für Krankenkassen aus dem Bundeshaushalt. Die Milliardenzuschüsse auf Kosten der Steuerzahler verschieben die medizinische Versorgung weg von der Sozialversicherung (Deutschland) hin auf die aktuelle Kassenlage des Bundesministerium der Finanzen.
Das Versicherungssystem Deutschlands mit den nebeneinander bestehenden privaten und gesetzlichen Krankenversicherungen wird von Kritikern wie Karl Lauterbach für unsolidarisch gehalten. Es sei als System der Zwei-Klassen-Medizin neben Bildungspolitik, Rentenversicherung und Pflege Teil eines Zweiklassenstaates. Das Gesundheitssystem erziele daher nicht nur enttäuschende Behandlungsergebnisse im internationalen Vergleich, sondern es sei auch ungerecht finanziert. Die Privaten Krankenversicherungen würden 2011 mit 9,7 Mrd. Euro von den gesetzlich Versicherten subventioniert, dies bringe den Ärzten 22 % ihres Einkommens, wovon aber nur einige wenige Ärzte profitierten.
Eine 2020 veröffentlichte repräsentative Studie des unabhängigen Berliner Forschungs- und Beratungsinstitut für Infrastruktur- und Gesundheitsfragen (IGES Institut) im Auftrag der gemeinnützigen Bertelsmann Stiftung bemängelte, dass sich in Europa nur Deutschland ein duales System aus gesetzlicher und privater Krankenversicherung leiste. Nach Ansicht der Experten könnten die Beiträge deutlich sinken, wären alle Bürger gesetzlich krankenversichert. Bei der Bundesärztekammer und Vertretern der privaten Krankenversicherung stieß diese Einschätzung auf Kritik.

## Digitalisierung von Krankenversicherungen
Die Digitalisierung des Gesundheitswesens schreitet auch bei Krankenversicherungen voran. SEs gab verschiedene regulatorische Initiativen, die Krankenversicherungen betreffen, zum Beispiel das Digitale-Versorgungs-Gesetz, das die Kostenübernahme bei digitalen Gesundheitsanwendungen (DiGAs) regelt, oder das Gesundheitsdatennutzungsgesetz, das es Krankenversicherungen ermöglicht, Versicherten Gesundheitshinweise zu geben.
Krankenversicherungen unterliegen strengen Datenschutzvorgaben und dürfen die Daten ihrer Mitglieder nur zweckgebunden und mit ausreichender Verifizierung einsetzen. So werden beispielsweise sogenannte C5-Testate bei der Nutzung von Cloud-Diensten benötigt.
Neben den regulatorischen Aspekten bieten deutsche Krankenversicherungen zunehmend digitale Serviceangebote an. Diese lassen sich in die Bereiche Monitoring, Behandlung, Screening und Prävention gliedern. Zu den Angeboten gehören unter anderem folgende Leistungen:
- Personalisierte Empfehlungen für erforderliche Nachsorgetermine
- Fragenbasierter Gesundheitscheck (Ernährung, Aktivitäten etc.)
- Personalisierte Empfehlungen für gesunden Lebensstil basierend auf Gesundheitscheck
- Erhalt eines digitalen Rezepts für Medikamente
- Online-Nachsorgetermine
- KI Symptom-Checker, ggf. mit Empfehlung für nächste Behandlungsschritte.[26]

## Trivia
Deutschen Krankenkassen wird nachgesagt, eine schlechte Zahlungsmoral in Österreich an den Tag zu legen. Dort waren deutsche Versicherungen 2013 mit Außenständen von 118 Mio. Euro Spitzenreiter vor Rumänien mit 12 Mio. Euro und vor Italien mit 8 Mio. Euro. Andererseits haben Österreichs Krankenkassen Schulden in Höhe von 144 Mio. Euro in Deutschland.